# Maat Mons

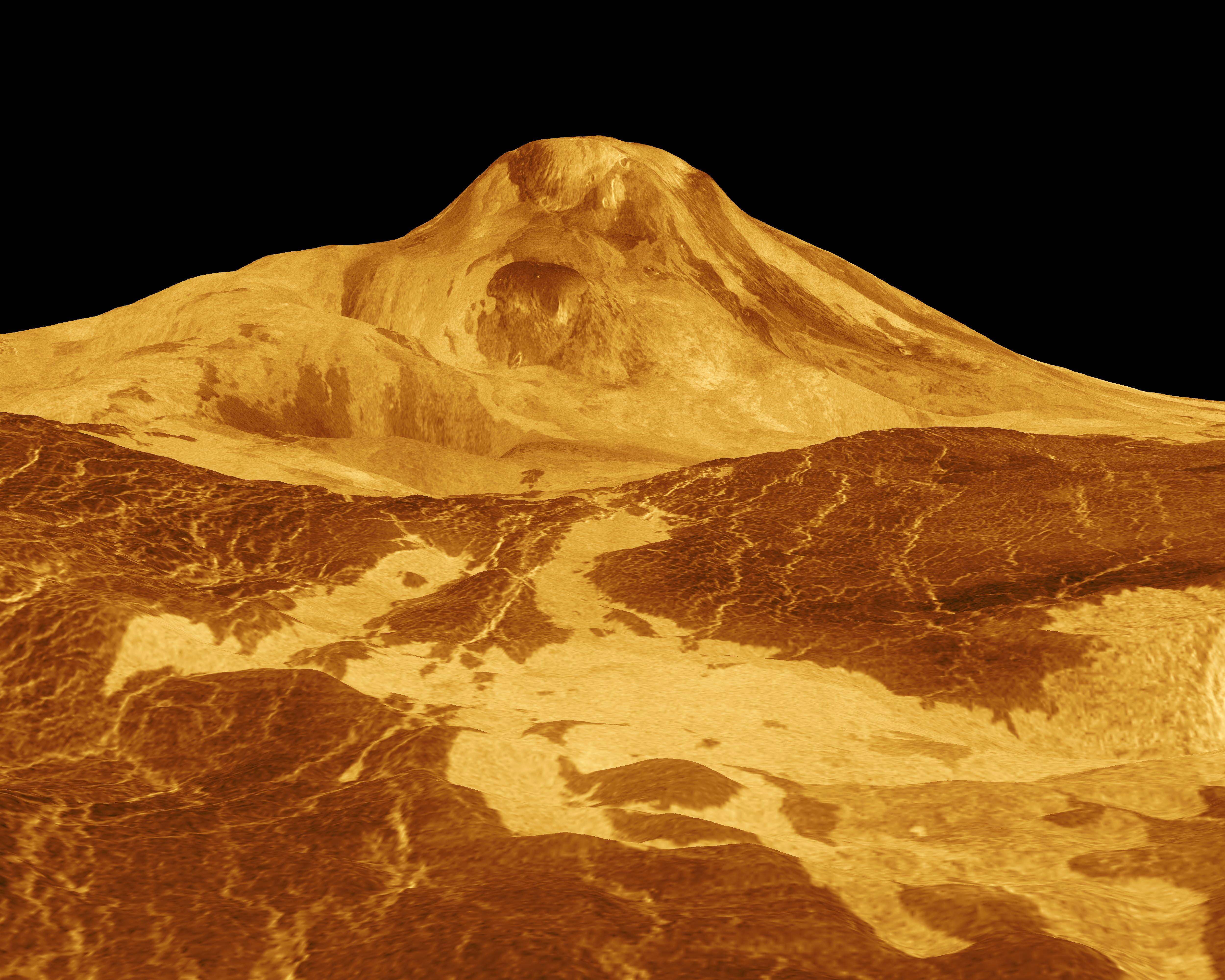
Pohled na Maat Mons vygenerovaný počítačem na základě radarových dat ze sondy Magellan (reliéf zvýrazněn v poměru 22,5 : 1)

Maat Mons je štítová sopka nacházející se na planetě Venuše nedaleko jejího rovníku (souřadnice 0.5°N 194.6°E). Převyšuje okolní rovinu Guinevere Planitia o 5 kilometrů a je tak největší sopkou na Venuši a po Maxwell Montes také druhou nejvyšší horou planety. Kaldera sopky má rozměry 28 na 31 kilometr. V březnu roku 2023 na ní byly objeveny známky aktivity. Je pojmenována podle Maat, egyptské bohyně spravedlnosti.